# Christy.
christy.（日: クリスティー.）は、日本の占い師・マルチタレント・アーティスト。
占い師として主に活動しながら、タレント、ラジオパーソナリティ、司会、書道家、水引アーティスト、映画監督等マルチに活動している。

## 活動略歴

### 占い師
- 幼少の頃より、気学の大家である母親の元で方位学を学び、大企業や多数の著名人、タレントなどを公式に鑑定している。
- 2021年よりLINE占い公式にて「アジア席巻占師 christy.」として専属している。
- 2022年よりメディア工房にてchristy.の公式占いコンテンツが配信された。

### 評判や活動
- 「当たりすぎて怖い」「絶対に外れない」のフレーズで有名な占い師である。
- 韓国のオーディション番組『PRODUCE 101』の最終選考メンバー予想の的確さから、次に行われた『PRODUCE X 101』ではchristy.の鑑定結果がトレンド入りした。
- エンタメサイト『WOW!Korea』では占いコーナーを担当している。

### 占術
- 数々のデータを元に統計を取り、九星気学をベースにオリジナルの鑑定をしている。
- エネルギー指数、方位学、奇門遁甲、風水にも長けている。
- 特に男女間の分析収集を得意とし「恋愛統計学士」としても活動しており、週刊SPA!では恋愛統計学士としてアドバイザー監修している。

### YouTube チャンネル
- ラジオDJ卒業後にYouTube チャンネル『christy. channel』を設立。
- 最新の映画の舞台挨拶、エンタメ情報を発信しており、christy.が占い鑑定するタレントへの直接インタビューしている。

### TV出演
- BSスカパー『チャンネル生回転TV Allザップ!』にて占い師としてメインMCとして出演。（生放送：毎週金曜日　18：00～20：45）

### ラジオDJ
- レインボータウンFM 79.2「VOIN DE BRIDGE」[1]（生放送：毎週金曜日 20時〜21時）にてプロデューサ兼ディレクタ兼パーソナリティ（DJ）  自身がプロデューサーとパーソナリティーを務める番組で高聴取率をマーク。2010年にはアジアNO.1の記録を樹立。ゲストを迎えての占いコーナーが特に人気を博していた。

### 歌手
- 2009年 「さくら〜SAKURAP〜」[2]にてCDデビュー（2009年3月）

### 書道家
- 2009年 書道家「生彩」としてデビュー
- 2011年 韓流ドラマ「チャクペ」[3]の題字を担当
- デビュー以後、3年連続で読売書法展入選中
- ロックバンド「怒髪天」のCDジャケットの題字、PVタイトルを担当

### 映画監督
- 2007年　映画「人間図鑑」のプロデュース、監督、脚本等を手掛ける

### イベントMC/司会
- 東京ゲームショウ2013 MC
- Joho-Hoon（キム・ジョンフン）、パク・ヘジン、SM☆SHなど数々の韓流アーティストのイベントMC

### その他
- 2011年 K-POP雑誌「gaon」においてインタビュー記事を連載